# یک کریسمس مدیایی
یک کریسمس مدیایی (انگلیسی: A Madea Christmas) فیلمی در ژانر کمدی به کارگردانی تایلر پری است که در سال ۲۰۱۳ منتشر شد. از بازیگران آن می‌توان به تایلر پری اشاره کرد

## داستان
دختر آیلین، لسی ویلیامز (تیکا سامپتر)، معلم یک مدرسه کوچک در آلاباما، با یک سفیدپوست به نام کانر (اریک لایولی) ازدواج کرده‌است. این مدرسه پول کافی برای تأمین بودجه سالگرد کریسمس سالانه آنها را ندارد، و این باعث شد که لسی مجبور شود از دوست پسر سابق خود الیور (جی.ای. لمون) بخواهد از طریق تجارت خود بودجه مدرسه را تأمین کند. لیسی مادرش را صدا می‌کند و می‌گوید برای کریسمس نمی‌تواند به خانه بیاید، اما آیلین که مصمم است دخترش را ببیند، مادا و الیور را برای دیدار به همراه خود می‌آورد. آیلین امیدوار است که لسی و الیور ممکن است هنوز در یک زوج کار کنند. او نمی‌داند که لیسی با یک مرد سفیدپوست ازدواج کرده‌است، چیزی که او برای لیسی نمی‌خواست.
لسی الیور را به جلسه ای در شهر می‌آورد و از مادا می‌خواهد که به کلاس او رسیدگی کند. یکی از دختران کیف مادا را می دزد در حالی که مدها نسخه کاملاً غیرمتعارفی از داستان اولین کریسمس را به کلاس می‌گوید وقتی متوجه شد کیف پولش گم شده‌است، روحیه خود را از دست داده و طرف مقصر را به تزئین متقاطع در کلاس گره می‌زند.
پدر و مادر کانر، بادی (لری کیبل گای) و کیم (کتی ناجیمی)، برای کریسمس به خانه کانر و لسی می‌رسند و از آنجا که آیلین برای کریسمس نیز می‌ماند، به آنها گفته می‌شود که این ازدواج را مخفی نگه دارند. آیلین با قطع درخت حافظه پدرش، کیم را آزرده خاطر می‌کند. اگرچه او معنای آن را درک نکرد، اما از این عمل پشیمانی نشان نمی‌دهد. او متقاعد شده‌است که بادی و کیم پس از دیدن بادی با ملافه ای روی سرش (اگرچه او فقط درگیر پیش بازی با کیم بود)، بخشی از Ku Klux Klan هستند و بلافاصله درب اتاقی را که او و مادا در آن مشترک هستند، می‌بندد.